# Der Hauptmann
Der Hauptmann è un film del 2017 scritto e diretto da Robert Schwentke; è ispirato alla storia del criminale di guerra tedesco Willi Herold che, rubando l'identità di un ufficiale tedesco, orchestrò l'uccisione di disertori e altri prigionieri in uno dei campo di concentramento di Emslandlager.

## Trama
Nel 1945 la Germania nazista, nel caos, vive le sue ultime ore prima della fine della seconda guerra mondiale. Le truppe tedesche della Wehrmacht sono inseguite dalle forze alleate mentre i disertori vengono giustiziati. Massacri, stupri e saccheggi regnano sulla Germania lacerata. Dopo aver perso il suo reggimento, il giovane soldato tedesco Willi Herold vaga per cercare di scappare da un commando che vuole ucciderlo. Affamato e indebolito, Herold scopre sulla sua strada, in un'auto abbandonata, l'uniforme coperta da medaglie di un capitano della Luftwaffe. Per sfuggire alla sua imminente morte, decide di mettersi gli abiti da capitano per nascondersi e sfuggire a chi vuole ucciderlo.
Nei nuovi e autoritari panni di capitano, finge di condurre un'inchiesta per valutare la situazione del fronte tedesco su ordine dello stesso Hitler. Al "capitano" si uniscono altri soldati, Freytag e Kipinski, e con loro formerà un commando spietato. Triste e fragile psicologicamente, Herold seminerà centinaia di vittime sulla sua strada.

## Produzione
Il film è una co-produzione tra Germania (Filmgalerie 451), Francia (Alfama Films) e Polonia (Opus Film). Le riprese sono iniziate 10 febbraio 2017 e si sono svolte principalmente in Germania nella città di Görlitz e in alcune località della Polonia.
Il film è stato girato in ordine cronologico e interamente in bianco e nero. Gli effetti speciali sono stati prodotti da Mackevision, società di immagini e effetti visivi generati a computer.

## Distribuzione
Il film è stato presentato in anteprima mondiale a settembre 2017 al Toronto International Film Festival. Nello stesso mese è stato proiettato al Festival internazionale del cinema di San Sebastián, dove si è aggiudicato un premio. È stato distribuito nelle sale cinematografiche tedesche il 15 marzo 2018.

## Riconoscimenti
- 2017 - Festival internazionale del cinema di San Sebastián
  - Miglior fotografia a Florian Ballhaus
- 2018 - Deutscher Filmpreis
  - Miglior suono a André Bendocchi-Alves, Eric Devulder e Martin Steyer
  - Candidatura per il Miglior film
  - Candidatura per il Miglior attore non protagonista ad Alexander Fehling
  - Candidatura per il Miglior montaggio a Michal Czarnecki
  - Candidatura per la Miglior colonna sonora a Martin Todsharow
- 2018 - Bari International Film Festival[6]
  - Miglior regista a Robert Schwentke
  - Miglior attore a Max Hubacher